# 4633 Marinbica
4633 Marinbica è un asteroide della fascia principale. Scoperto nel 1988, presenta un'orbita caratterizzata da un semiasse maggiore pari a 3,1842641 UA e da un'eccentricità di 0,1634970, inclinata di 1,14672° rispetto all'eclittica.